# Paldo
Paldo (Eigenschreibweise: paldo) ist eine GNU/Linux-Distribution, die auf dem selbstentwickelten Paketmanagementsystem UPKG basiert.

## Über die Distribution
Paldo nutzt Gnome als Desktop-Umgebung. Es kommt ursprünglich aus der Schweiz. Der Name Paldo steht für pure adaptable linux distribution („reine erweiterbare Linux-Distribution“). Die in Paldo enthaltene Software wird weitestgehend ohne Patches gegenüber der offiziellen Version verwendet. Wo dennoch Patches nötig sind, sollen diese an das Projekt weitergegeben werden.
Es ist sehr einfach, die Distribution zu verändern. Man kann jedes Paket durch lokale Paketarchive verändern. In diesen kann man eigene Veränderungen am Quellcode und Spezifikationen in das System einspielen. Die Distribution zieht ihre Flexibilität aus UPKG, einem in Mono implementierten Paketverwaltungs-System.
Paldo konfiguriert sich bei der Installation weitgehend selbst, ohne dass der Benutzer viele Einstellungen vornehmen muss. Ferner soll es nicht mehr als ein Programm für jede Aufgabe in der Distribution geben. Ein weiteres Ziel von Paldo ist es, die neuesten Technologien zu unterstützen.

## Besonderheiten der Distribution

### UPKG
UPKG ist ein Paketmanager zweier Studenten der Eidgenössischen Technischen Hochschule Zürich. Die aktuelle Version UPKG wurde noch unter Mono programmiert. Im späteren Stadium wechselt die benutzte Programmiersprache nach Vala, einer selbstentwickelten Programmiersprache der zwei Programmierer. Mit dem Paketmanager kann man die Distribution installieren, aktualisieren oder deren CD/DVD-Medien erstellen.

### Allgemeine Software
Paldo macht keine Unterscheidungen zwischen Closed- und Open-Source-Software.

### Distributionsspezifische Software
Paldo verwendet nur UPKG als eigene Software, alle anderen Softwarepakete oder Konfigurationswerkzeuge stammen aus diversen Open-Source-Projekten. Das Installationsprogramm der Live-CD ist ebenfalls distributionsspezifisch.

### Aktualisierungs- und Veröffentlichungszyklen
Paldo veröffentlicht in einem Dreimonatszyklus eine neue stabile Version, die jeweils mit der aktuellen Software ausgestattet ist.
Paldo kann man von einer zur nächsten Version aktualisieren, ohne das Betriebssystem neu zu installieren. UPKG führt den Upgradevorgang alleine und ohne aufwändige Konfiguration durch.